# إيفلين غريني
إيفلين غريني (بالإنجليزية: Eve Greene)‏ هي كاتبة سيناريو أمريكية، ولدت في 21 مايو 1906 في شيكاغو في الولايات المتحدة، وتوفيت في 15 يوليو 1997 في لاغونا هيلس في الولايات المتحدة.

## تصوير أفلام جزئي
- ولد ليقتل (1947)
- ملكة الجواسيس (1942)
- Sweater Girl (1942)
- ليلة 16 يناير (1941)
- Little Accident (1939)
- الجنة المسروقة (1938)
- فنانون ونماذج (1937) (تكيف)
- عندما يكون الحب شابًا (1937).
- زوجها يكذب (1937)
- لك السؤال (1936)
- الانتحال العظيم (1935)
- عاصفة فوق جبال الأنديز (1935)
- عامل 13 (1934)
- هذا الجانب من الجنة (1934) (اقتباس)
- لا يمكنك شراء كل شيء (1934)
- يوم الحساب (1933)
- جمال للبيع" (1933)
- Tugboat Annie (1933)
- الازدهار (1932)

## وصلات خارجية
- إيفلين غريني على موقع IMDb (الإنجليزية)
- إيفلين غريني على موقع قاعدة بيانات الفيلم (الإنجليزية)